# Первый (фрегат, 1771)
«Первый» — парусный 32-пушечный фрегат Черноморского флота Российской империи. Участник русско-турецкой войны 1768—1774 годов

## Описание фрегата
Парусный 32-пушечный фрегат. Длина судна составляла 39,7 метра, ширина — 11 метров, а осадка — 3,5 метра. Вооружение судна состояло из 32-х орудий.

## История службы
Фрегат был заложен на Новохопёрской верфи 20 сентября 1770 года, спущен — 12 апреля 1771 года. Строительство вёл корабельный мастер И. Афанасьев.
Летом 1771 года был переведён с верфи в Таганрог для дальнейшей достройки, а в октябре того же года введён в строй и направлен в Еникале. 
Принимал участие в русско-турецкой войне 1768—1774 годов
В апреле 1773 года выходил в крейсерство в Чёрное море, c августа по сентябрь того же года крейсировал у берегов Абхазии, а в апреле следующего года у Керченского пролива.
В 1775 году совершил плавание в Константинополь. По пути из Босфора в Керчь, попав 30 ноября 1775 года в сильный шторм, получил серьезные повреждения и был ветром снесен к Суджук-кале, где сел на мель и был разбит волнами.